# Christian Dauvergne
Pour les articles homonymes, voir Dauvergne.
Christian Dauvergne, né le 26 novembre 1890 à Boulogne-Billancourt et mort le 30 avril 1954 à Bordeaux, est un  pilote automobile français, d'endurance et de Grand Prix.

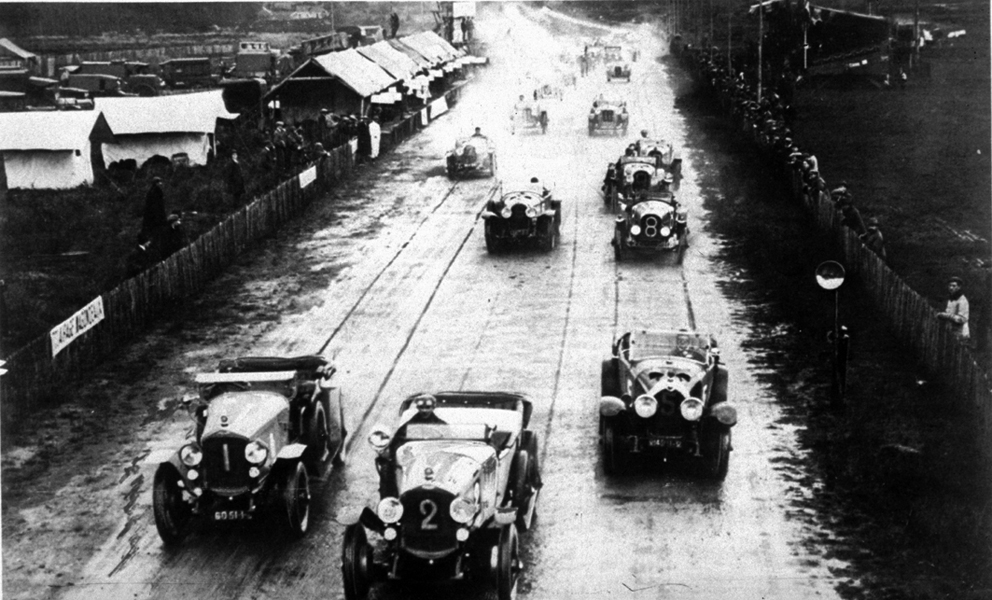
Départ des 24 Heures du Mans 1923.

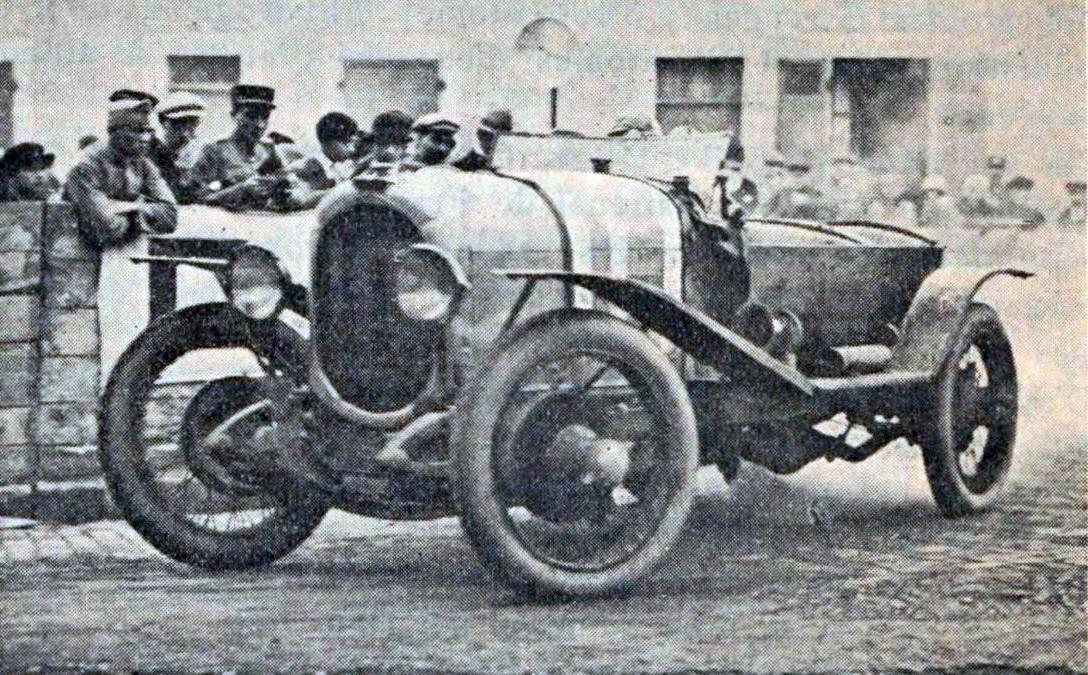
La Chenard et Walcker numéro 10 de Bachmann et Dauvergne deuxième des 24 Heures du Mans 1923.

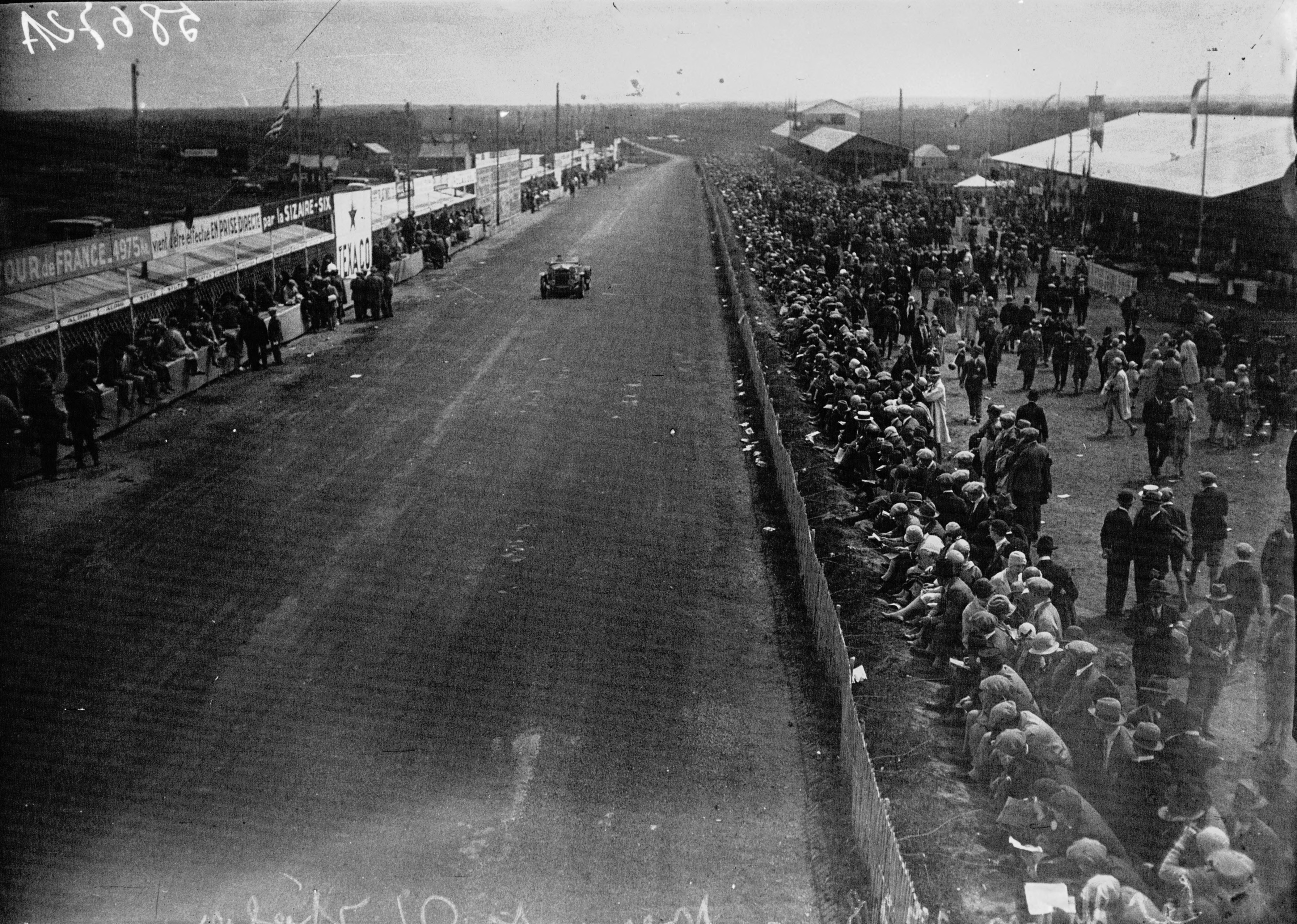
L'Itala no 12 de Dauvergne et Benoist arrive, lors des 24 Heures 1928.

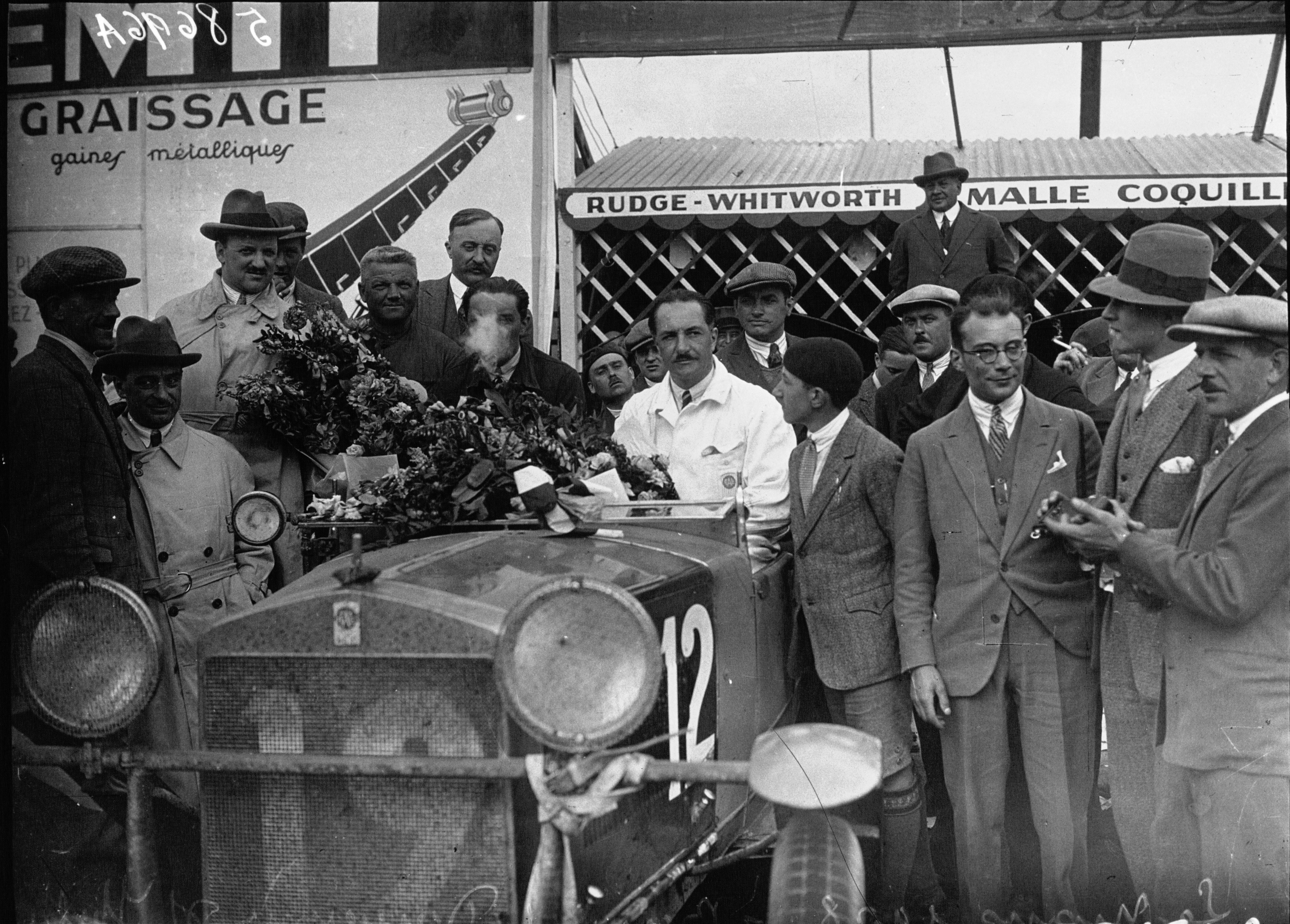
L'équipage est classé huitième (avec victoire de catégorie).

## Biographie
Sa carrière en sport automobile s'étale tout le long des années 1920.
Il participe notamment à quatre reprises aux 24 Heures du Mans entre 1923 et 1928, se classant trois fois dans les dix premiers (la dernière fois en 1928, avec Robert Benoist).

## Palmarès
- Vainqueur du Grand Prix de l'A.C.F. 1924 tourisme, sur Peugeot (et Émile Lacharnay sur Cottin-Desgouttes alors pour les voiturettes en moins de 1 400 kg);
  - 2e temps aux essais du premier Grand Prix de Monaco, en 1929;
  - 2e des 24 Heures du Mans 1923 (avec Raoul Bachmann, pour la première édition de l'épreuve sur Chenard & Walcker Sport);
  - 3e du Grand Prix d'Antibes-Juan-les-Pins 1929, sur Bugatti T35B (circuit de la Garoupe);
  - 4e du Grand Prix de la Corse Sport en 1921 (sur Chenard & Walker);
  - 5e des 24 Heures du Mans 1924 (sur Chenard & Walcker 2L.);
  - 8e des 24 Heures du Mans 1928 (sur Itala Tipo 61 S2000, avec une victoire de classe 2L.).

(Nota Bene: pilote aussi 14e de la Targa Florio 1924 en Formule libre, sur Peugeot Type 174)